# Аниморфы (телесериал)
Это статья о телесериале. Об одноимённом книге см. Аниморфы
Аниморфы (англ. Animorphs) — экранизация книжного цикла детской фантастики «Аниморфы», или вернее какой-то части этого цикла, в который входят 54 книги. Американская писательница Кэтрин Элис Эпплгейт обрисовала целую вселенную со своими законами, несколькими десятками разумных рас и другими интересными подробностями. Поклонники творчества Эпплгейт встретили выход экранизации скептически, ожидая существенного упрощения сюжета книг. В итоге экранизация уступила книгам по популярности.
Экранизация транслировалась на канале Nickelodeon с сентября 1998 года по 2000 в США и Канаде. Длительность эпизодов около 30 минут.

## Описание
Пятеро земных подростков становятся свидетелями падения инопланетного космического корабля. В этом корабле находился один инопланетянин, по имени Эльфангор (на вид похож на синего кентавра). Инопланетянин рассказал ребятам, что его раса, андалиты, ведёт непримиримую войну с йерками — расой червей-паразитов, которые внедряются в мозг других существ и контролируют их тело, и покорившие таким образом несколько планет. Эта звёздная война ведётся очень давно, без особых подвижек с той или иной стороны, но силы андалитов уже на исходе. А теперь йерки обратили внимание на Землю как место обитания потенциальных тел-носителей. Именно поэтому Эльфангор прилетел сюда — чтобы предупредить землян о грозящей опасности. И он опоздал: йерки уже начали свою деятельность на Земле и сбили его корабль на подлёте к планете. На какую-либо помощь со стороны андалитов надеяться нельзя, так как Эльфангор прилетел сюда самостоятельно вопреки решению руководства своего народа. Сейчас раненый Эльфангор может сделать только одно, чтобы дать землянам хоть какой шанс противостоять йеркам: он передаёт ребятам способность морфинга, присущую его расе, то есть возможность временно превращаться в любое животное, до которого перед тем прикасался и получил образец его ДНК.
Чуть позже Эльфангор гибнет в схватке с прибывшими к месту падения корабля йеркамы, давая возможность детям убежать. А для ребят настают тяжёлые времена: им известно о страшной опасности, грозящей Земле, и они никому ничего не могут рассказать — ведь любой человек, даже собственные родители, могут оказаться под контролем йерков (которые, кстати, уже проникли в правящие структуры планеты). А герои сериала — только дети и мало что могут поделать. Используя аниморфинг, они выслеживают йерков и препятствуют многим их зловещим планам, не позволяя пришельцам тем самым сделать всех людей своими рабами и окончательно покорить планету. И борьба будет очень жёсткая, и, видимо, не всем суждено дожить до победы…
Заговор инопланетян и вторжение похитителей тел — довольно распространённые темы в кинофантастике. По уровню разработки сюжета «Аниморфы» приближаются к лучшим образцам этого жанра — «Первая волна», «Земля: Последний конфликт», «Кодовое имя: вечность», «Кукольники» и т. п.; также есть некоторое сходство с советским телефильмом «Посредник» (1990), снятым по книге Александра Мирера (и там и здесь мир спасают дети, кроме того инопланетяне обращаются друг к другу по номерам — чем меньше номер, тем выше ранг). Но не следует ожидать от «Аниморфов» слишком многого — он рассчитан на детскую (точнее, подростковую) аудиторию, и больше похож на комикс, чем на серьёзную научную фанстатику. Так, несмотря на многие весьма вероятные научные подробности о жизнедеятельности йерков и их технологий, самое главное в сериале — процесс морфинга — является абсолютно сказочным. Герои с лёгкостью могут превращаться как в муравья, муху, так и в медведя или слона. Более того, они могут изменяться даже с одеждой (к чему тогда эти псевдонаучные объяснения относительно перестройки ДНК?). И эти детали не мешают «Аниморфам» быть интересным сериалом и пользоваться популярностью среди зрителей.

## Главные герои
- Джейк (Jake) — обычный школьник, на которого вдруг упала ответственность за судьбу всего мира. Это очень тяжёлая ноша, особенно когда знаешь, что даже твой родной старший брат Том — контроллер чужаков. Поэтому характер Джейка несколько депрессивный, он постоянно в сомнениях. И именно Джейк стал лидером сопротивления йеркам. Джейк не равнодушен к Кэсси, но скрывает свои чувства.
- Рейчел (Rachel) — двоюродная сестра Джейка. Красивая хрупкая блондинка, которую казалось бы можно сломать одним дыханием (до вторжения она занималась художественной гимнастикой), в критических ситуациях проявила себя настоящим бойцом, не прекращает борьбы ни при каких обстоятельствах. Может, даже слишком жёстким и непримиримым бойцом.
- Марко (Marco) — одноклассник и лучший друг Джейка. Немного безобразничает, но на него всегда можно положиться в трудной ситуации. По ходу действия выяснится, что его мать, которая считается погибшей несколько лет назад, в действительности была похищена инопланетянами. Поэтому иногда Марко колеблется между преданностью делу и желанием спасти мать.
- Кэсси (Cassie) — школьная подруга Рейчел. Её родители — ветеринары, мать работает в зоопарке и Кэсси с детства привыкла иметь дело с животными. В столкновениях с йерками она тоже не подведёт. Но есть у неё склонность к ненасильственным действиям и решении проблем путём переговоров, что порой ставит под угрозу деятельность всех аниморфов.
- Тобиас (Tobias) — «тёмная лошадка», единственный, кто не был знаком с этой компанией до их встречи с Эльфангором. Он никогда не рассказывает новым друзьям о своей семье; в его прошлом кроется некая тайна. Похоже, Тобаяс с первого взгляда влюбился в Рэйчел.
- Экс (Ax) — андалит (полное имя — Aximili-Esgarrouth-Isthill, дети сокращённо зовут его Эксом), младший брат принца Эльфангора. Он сбежал от своих родных, чтобы найти на Земле старшего брата, но опоздал. Экс взял образцы ДНК у всех пятерых наших героев, и обратился в человека, представляя собой нечто среднее от них. Экс совершенно не приспособлен к земной жизни и в сюжете играет скорее комическую роль, чем оказывает реальную помощь. Конечно, Экс является незаменимым источником сведений о йерках и способах борьбы с ними.

## Список эпизодов
1. Первый сезон (1998)
  1. My Name Is Jake (1)
  2. My Name Is Jake (2)
  3. The Underground
  4. On the Run
  5. Between Friends
  6. The Message
  7. The Escape
  8. The Alien
  9. The Reaction
  10. The Stranger
  11. The Forgotten
  12. The Capture (1)
  13. The Capture (2)
2. Второй сезон (1999)
  1. Tobias
  2. Not My Problem
  3. The Leader (1)
  4. The Leader (2)
  5. The Release
  6. Face Off (1)
  7. Face Off (2)
  8. Face Off (3)
  9. My Name Is Erek
  10. Changes (1)
  11. Changes (2)
  12. Changes (3)
  13. The Front

По мотивам книг и телесериала также создана компьютерная видеоигра «Animorphs: Shattered Reality» (2000).